# Winanda
Winanda – imię żeńskie pochodzenia germańskiego; żeński odpowiednik imienia Winand, Wignand, złożonego z członów wig — "walka, wojna", i -nand — "dzielny, odważny", które mogło oznaczać "odważny wojownik". Patronem tego imienia jest św. Winand, ksiądz z Maastricht, zm. ok. 1233 roku.
Winanda imieniny obchodzi 1 lutego.